# Victory Brinker
Victory Brinker (sinh ngày 4 tháng 2 năm 2012) là một ca sĩ opera người Mỹ. Cô nổi tiếng vì được Sách Kỷ lục Guinness công nhận là “Nữ ca sĩ opera chuyên nghiệp nhỏ tuổi nhất thế giới” khi trình diễn opera lúc mới 7 tuổi. Ngoài ra, cô cũng gây được sự chú ý khi là thí sinh đầu tiên của America's Got Talent nhận được nút vàng nhất trí từ cả 4 giám khảo với phần trình diễn "Juliet's Waltz". 

## Những năm đầu
Victory Brinker sinh năm 2012. Cô sinh sống ở Latrobe, Pennsylvania với cha mẹ nuôi từ khi còn nhỏ và hiện sống cùng 10 anh chị em của mình. Cô là người con thứ 8. Khi mới 3 tuổi, Victory Brinker đã thuộc lòng toàn bộ các đĩa CD bố mẹ cho nghe. Mỗi ngày cô dành 45 phút đến 1 giờ để luyện tập cùng mẹ.  Mẹ cô là Christine Brinker, một bác sĩ trị liệu tự nhiên và cha cô là Eric Brinker, mục sư của nhà thờ Impact Life ở Acme.
Ngay từ khi còn là một đứa trẻ, Victory được cho là đã thể hiện một năng khiếu. Cô cho biết mình bắt đầu quan tâm đến opera trước năm lên 6 tuổi khi bắt đầu được mẹ cho làm quen với loại hình nghệ thuật này.

## Sự nghiệp
9 tuổi, cô tham dự chương trình America's Got Talent và trở thành người đầu tiên giành được nút vàng từ cả bốn giám khảo và vào vòng loại trực tiếp của mùa giải này. Cô hát trích đoạn “Waltz” trong vở nhạc kịch “Roméo et Juliette”. Cô đã biểu diễn ở vòng tiếp theo bài hát “Nessun Dorma” và có được sự ngạc nhiên từ khán giả. Nhưng sau đó, cô bị loại ngay trước khi lọt vào vòng chung kết 5. Tuy vậy, cô vẫn được xem là "một trong những nghệ sĩ biểu diễn ấn tượng nhất trong lịch sử chương trình.
Vào ngày 27 tháng 3 năm 2022, Victory tham gia chương trình truyền hình Lo Show Dei Record của Ý. Brinker cũng đã xuất hiện trên Little Big Shots của NBC, Dr. Phil, Wonderama và là ca sĩ hát quốc ca thường trực cho NBA, NFL và MLB. Trong khi tham gia chương trình truyền hình Lo Show Dei Record của Ý, cô nói rằng bản thân tập hát vào mỗi buổi sáng, trong khi tắm, trong các bữa tối, ở trường học và thậm chí còn hát khi đang ngủ. Bản aria mà cô yêu thích là bản "Nữ hoàng bóng đêm" nằm trong vở nhạc kịch "Cây sáo thần" của Mozart.
Mùa Giáng sinh năm 2021, cô cũng đã phát hành album đầu tiên của mình, The Wonder of Christmas. Album đầu tiên của Brinker bao gồm bốn bài hát: “Silent Night”, “O Holy Night”, “Ave Maria” và “Pie Jesu”. Trên trang web chính thức của mình, Brinker cũng cho biết cô đã biểu diễn tại Khán phòng Carnegie và The Apollo của Thành phố New York, ngoài việc hoạt động như một ca sĩ của Nhà hát Pittsburgh.

## Thành tích
Cô đã trở thành nữ ca sĩ opera trẻ nhất thế giới với số tuổi là 7 tuổi 314 ngày. Kỷ lục này đã được Tổ chức Kỷ lục Guinness Thế giới xác nhận sau khi Brinker tham gia 8 buổi biểu diễn chuyên nghiệp vào năm 2019 buổi biểu diễn chuyên nghiệp tại nhà hát Pittsburgh. Cô còn gây được sự ấn tượng khi hát được 3 quãng tám và 7 thứ tiếng khác nhau.

## Nhận định
Việc đạt được nhiều thành tích khi còn nhỏ tuổi đã khiến báo chí đưa tin rằng cô đã để lại "một thông điệp đầy cảm hứng" cho những đứa trẻ khác đang nghĩ về việc theo đuổi ước mơ của mình. Giám khảo Howie Mandel trong chương trình "Tìm kiếm tài năng Mỹ" đã gọi màn trình diễn của Victory Brinker là “thiên thần”. Diễn viên Sofía Vergara đã nhận xét cô: “Victory Brinker là một ngôi sao. Cháu có một giọng hát đầy nội lực.” Tờ USA Today thậm chí còn ví Brinker "trông như một nàng công chúa trong chiếc váy lấp lánh nạm bướm, với giọng hát trời cho." Simon Cowell đã bày tỏ sự ngạc nhiên với Victory Brinker sau khi xem phần trình diễn của cô rằng "cháu có một tài năng độc nhất vô nhị và chú nghĩ cháu cũng đặc biệt. Chú thực sự kinh ngạc về cháu. Chú không nghĩ có thể gặp ai ở tuổi cháu có thể hát như thế này".